# سیارک ۱۶۲۵۸
سیارک ۱۶۲۵۸ (به انگلیسی: 16258 Willhayes، نامگذاری:2000JP13) شانزده هزار و دویست و پنجاه و هشتمین سیارک کشف شده‌است که در ۶ مه ۲۰۰۰ کشف شد.
قدر مطلق سیارک برابر ۱۴.۸ است.